# Dendropoma maximum
Dendropoma maximum is een slakkensoort uit de familie van de Vermetidae. De wetenschappelijke naam van de soort is voor het eerst geldig gepubliceerd in 1825 door Sowerby.